# Palei légicsapások (1995)
A palei légicsapások a NATO légitámadásai voltak, melyeket 1995. május 25-én és 26-án a Deny Flight hadművelet keretében a Bosznia-hercegovinai Szerb Köztársaság hadseregének (VRS) állásai ellen a kelet-boszniai Palénál hajtott végre a boszniai háború alatt.

## A légitámadások
Miközben a NATO új stratégiáját tervezte, a tűzszünet lejárt, és a jóslatoknak megfelelően a harcok kiújultak. A harcok fokozatos kiszélesedésével a boszniai kormányerők (A Bosznia-Hercegovinai Köztársaság hadserege - ARBiH) Szarajevó térségében nagyszabású offenzívát indítottak. A támadásra válaszul a boszniai szerb erők (a VRS) az Egyesült Nemzetek Szervezete Védelmi Erői (UNPROFOR) őrzött raktárából nehézfegyvereket foglaltak le, és megkezdték a célpontok ágyúzását. Ezen akciók megtorlásaként az ENSZ parancsnoka, Rupert Smith altábornagy NATO légicsapásokat kért. A NATO vállalt kötelezettségének megfelelően 1995. május 25-én és 26-án bombázott egy Pale közelében levő VRS lőszerraktárt. A küldetést az Egyesült Államok Légiereje (USAF) F–16-os és a Spanyol Légierő F/A–18 Hornet vadászbombázói hajtották végre lézervezérelt bombákkal. Május 26-án a szerbek megtorlásul 377 UNPROFOR-túszt fogtak el, és emberi pajzsként használták őket különféle célpontokhoz Boszniában, ezzel kényszerítve a NATO-t hogy véget vessen a légicsapásoknak.

## Következmények
A második túszválsággal szembesülve Smith tábornok és más ENSZ-parancsnokok stratégiát kezdtek változtatni. Az UNPROFOR elkezdte erőit védhetőbb helyekre átcsoportosítani, hogy nehezebb legyen megtámadni vagy túszul ejteni őket. Ennél is fontosabb, hogy Michael Rose tábornok létrehozta az ENSZ Gyorsreagálású Erőit, egy erősen felfegyverzett egységet, amely agresszívebb bevetési szabályokkal rendelkezik, és szükség esetén támadó intézkedéseket hoz a túszejtés megakadályozása és a békeszerződések végrehajtása érdekében.

## Fordítás
- Ez a szócikk részben vagy egészben  a(z)   1995 Pale air strikes című angol Wikipédia-szócikk ezen változatának fordításán alapul.  Az eredeti cikk szerkesztőit annak laptörténete sorolja fel. Ez a jelzés csupán a megfogalmazás eredetét és a szerzői jogokat jelzi, nem szolgál a cikkben szereplő információk forrásmegjelöléseként.